# آيت سيدي بوعلي (آيت عمير)
آيت سيدي بوعلي هو دُوَّار يقع بجماعة فم اودي، إقليم بني ملال، جهة بني ملال خنيفرة في المملكة المغربية. ينتمي الدوّار لمشيخة آيت عمير التي تضم دوارين. يقدر عدد سكانه بـ 648 نسمة حسب الإحصاء الرسمي للسكان والسكنى لسنة 2004.

## وصلات خارجية
- البوابة الوطنية للجماعات الترابية
- المندوبية السامية للتخطيط